# 연일읍
연일읍(延日邑)은 대한민국 경상북도 포항시 남구의 읍이다. 넓이는 36.01km2이고, 인구는 2013년 10월 기준으로 35,024명이다. 읍소재지는 괴정리이다.

## 지리
산이 있는 지형이 많으며, 형산강을 끼고 있다.

## 역사
1914년의 행정구역과 현재의 행정구역 비교
| 1914년          | 1914년                                                                 | 현재               | 현재                                                                   |
| --------------- | ---------------------------------------------------------------------- | ------------------ | ---------------------------------------------------------------------- |
| 면              | 리                                                                     | 시·구·면           | 리                                                                     |
| 연일면 (延日面) | 괴정동, 동문동, 생지동, 오천동, 우복동, 인주동, 택전동, 중단동, 중명동 | 포항시 남구 연일읍 | 괴정리, 동문리, 생지리, 오천리, 우복리, 인주리, 택전리, 중단리, 중명리 |
| 연일면 (延日面) | 대잠동, 이동, 지곡동, 효자동                                           | 포항시 남구        | 대잠동, 이동, 지곡동, 효자동                                           |

- 1914년 3월 1일 연일군 읍내면 일원, 서면 일원을 영일군 연일면으로 통합
- 1957년 10월 29일 달전면의 일부가 연일면으로 편입되었다.
- 1980년 12월 1일 연일면이 연일읍으로 승격되었다.
- 1983년 2월 15일 연일읍 효자동, 지곡동, 이동, 대잠동이 포항시에 편입되어 1957년에 편입된 4개 동 지역이 형산강으로만 나머지 연일읍과 접하는 월경지가 된다.
- 1988년 5월 7일 : 동을 리로 개칭했다.
- 1995년 1월 1일 경상북도 포항시 남구 연일읍
- 2000년대 : 유강대교의 개통으로 유강리를 비롯한 강북 지역이 나머지 연일읍과 도로로 연결되었다.

## 행정 구역
- 괴정리(槐亭里): 행정복지센터 소재지.
- 달전리(達田里)
- 동문리(東門里)
- 생지리(生旨里)
- 오천리(烏川里)
- 우복리(牛伏里)
- 유강리(柳江里)
- 인주리(紉珠里)
- 자명리(自明里)
- 중단리(中丹里)
- 중명리(中明里)
- 택전리(宅前里)
- 학전리(鶴田里)

## 교육 기관
| 학교명           | 소재지                      | 비고        |
| ---------------- | --------------------------- | ----------- |
| 연일초등학교     | 남구 연일읍 철강로25번길 40 |             |
| 연일형산초등학교 | 남구 연일읍 형산강남로 262  |             |
| 자명초등학교     | 남구 연일읍 자명로 272      | 2005년 폐교 |
| 영일고등학교     | 남구 연일읍 동문로 56       |             |
| 영일중학교       | 남구 연일읍 동문로 56       |             |
| 유강중학교       | 남구 연일읍 유강길 46       |             |
| 유강초등학교     | 남구 연일읍 유강길9번길 39  |             |

## 공공 기관
| 기관명           | 소재지                       | 비고 |
| ---------------- | ---------------------------- | ---- |
| 연일농업인상담소 | 남구 연일읍 연일중앙로 1     |      |
| 연일복지회관     | 남구 연일읍 연일로159번길 72 |      |
| 연일예비군읍대   | 남구 연일읍 철강로 10        |      |
| 연일파출소       | 남구 연일읍 철강로25번길 62  |      |

## 금융 기관
| 기관명             | 소재지                      | 비고 |
| ------------------ | --------------------------- | ---- |
| 남포항농업협동조합 | 남구 연일읍 철강로25번길 45 |      |
| 남포항농협중앙지점 | 남구 연일읍 자명로 326-6    |      |
| 연일새마을금고     | 남구 연일읍 연일중앙로 17   |      |
| 연일신용협동조합   | 남구 연일읍 철강로41번길 47 |      |
| 연일우체국         | 남구 연일읍 연일로159번길 9 |      |
| 우리은행 연일지점  | 남구 연일읍 연일로 123      |      |

## 의료 기관
| 기관명       | 소재지                   | 비고 |
| ------------ | ------------------------ | ---- |
| 연일보건지소 | 남구 연일읍 철강로 10    |      |
| 학전보건지소 | 남구 연일읍 자명로 326-3 |      |

## 간선 도로
| 구분 | 도로 이름                                                                                        |
| ---- | ------------------------------------------------------------------------------------------------ |
| 대로 | 동해대로 (국도 제28호선), 새천년대로 (국도 제7호선), 희망대로                                    |
| 로   | 새마을로 (국도 제31호선), 동문로, 연일로, 연일중앙로, 연지로, 자명로, 철강로, 제산로, 형산강남로 |
| 길   | 원서길, 유강길, 유동길, 인주길, 자명안길, 적계지길, 중단길, 형강길, 중명길                       |

## 고속 도로
| 노선 이름          | 노선 이름   | 기점             | 비고 |
| ------------------ | ----------- | ---------------- | ---- |
| 새만금포항고속도로 | 학전 나들목 | 대구방향 67.7 km |      |
| 새만금포항고속도로 | 포항 나들목 | 대구방향 69.0 km |      |

## 강북 지역 문제
형산강의 이북에 위치한 유강리, 자명리, 학전리, 달전리 지역은 원래 연일면의 일부가 아니었으나 1957년 10월 29일 달전면이 폐지되면서 연일면에 편입된 지역이다. 효자동을 중심으로한 연일읍의 나머지 강북 지역이 모두 포항시에 편입되면서 연일읍 강북(유강) 지역은 연일읍의 실질월경지가 되었다. 현재는 유강대교로 연결되어 있긴 하지만 연일읍 밖을 빠져나가서 형산강의 연일대교를 건너야 연일읍 시내와 좀더 빠르게 왕래할 수 있다. 연일읍 유강리에 아파트 단지가 들어서면서 인구가 급증했지만 주민센터나 우체국이 없어 여러 가지 불편을 겪었다. 2020년 기준으로, 농협 유강지점 옆에 주민센터 민원분소가 들어서 있다. 우체국의 경우 포항우체국 측이 우체국 설치를 검토하겠다 밝혔으나 여전히 설치되지 않아 연일읍 유강지역 주민들은 포항시 시내 지역의 우체국을 이용하고 있다.

## 문화재
- 중명리 정사도 유허비 - 포항시 향토문화유산(유형) 제2016-04호